# Tyrannochthonius pusillus
Espèce
Tyrannochthonius pusillus est une espèce de pseudoscorpions de la famille des Chthoniidae.

## Distribution
Cette espèce est endémique de la région d'Ayacucho au Pérou. Elle se rencontre vers Sivia.

## Publication originale
- Beier, 1955 : Pseudoscorpionidea. Beiträge zur Fauna Perus, nach der Ausbeute der Hamburger Südperu-Expedition 1936, und anderen Sammlungen, wie auch auf Grund von Literaturangaben, Jena, vol. 4, p. 1-12.